# Xuân Tín
Xuân Tín là một xã thuộc huyện Thọ Xuân, tỉnh Thanh Hóa, Việt Nam.

## Lịch sử
Trước năm 1953, địa bàn xã Xuân Tín ngày nay thuộc xã Quảng Phú, huyện Thọ Xuân.
Ngày 3 tháng 10 năm 1953, chia xã Quảng Phú thành 2 xã Quảng Phú và Xuân Tín.

## Địa lý
Xã Xuân Tín nằm ở tả ngạn sông Chu, phía đông bắc huyện Thọ Xuân, có vị trí địa lý:
- Phía đông giáp các xã Xuân Lập và Phú Xuân
- Phía tây giáp xã Thọ Lập
- Phía nam giáp xã Xuân Hòa với ranh giới tự nhiên là Sông Chu
- Phía bắc giáp xã Quảng Phú và huyện Ngọc Lặc.

Xã Xuân Tín có diện tích tự nhiên 7,36 km², dân số năm 2019 là 3.949 người, mật độ dân số đạt 537 người/km².

## Hành chính
Xã Xuân Tín được chia thành 2 thôn: Phủ Lịch, Trại Nu và 9 xóm: Cồn, 16, 17, 18, 20, 21, 24, 26, 27.